# Sarah Morton
Sarah Morton (Amsterdam, 11 juli 1987) is een Nederlands schrijfster. Ze schreef onder andere Afwijkend en toch zo gewoon, een boek over haar eigen leven, en sciencefictionthrillers, zoals Ziek van angst.

## Levensloop

### Jeugd
Morton groeide op binnen een eenvoudig gezin. Toen ze zes jaar oud was kreeg ze de diagnose autisme. Ze ging naar een ZMOK-school maar werd daar veel gepest en het ging niet goed tussen Sarah Morton en haar juf. Toen ze acht jaar was gingen haar ouders scheiden en kwam ze bij haar moeder te wonen. Later woonde ze ook enkele jaren bij haar vader en daarna in een begeleidwonenproject met licht verstandelijk gehandicapten. Op haar drieëntwintigste ging ze zelfstandig wonen.

### Prognoses en hulp
Deskundigen waren van mening dat Sarah Morton nooit een zelfstandig leven zou kunnen leiden.
Een begeleidster, betaald uit het persoonsgebonden budget, zag dit anders en hielp Sarah toen ze zeventien jaar was met een begeleidings- en trainingstraject gericht op zelfstandigheid. Binnen vier maanden leerde ze reizen met het openbaar vervoer en kon ze zelfstandig naar school, terwijl ze tot dan toe was aangewezen op taxivervoer. Morton leerde voor zichzelf te zorgen, waardoor ze nu zelfstandig woont, boeken schrijft en lezingen houdt over haar levensverhaal.

## Schrijven
Vanaf elf jaar ontwikkelde Sarah Morton interesse voor boeken. Toen ze zeventien jaar oud was, begon ze aan Collision, een autobiografische roman over haar tijd binnen het speciaal onderwijs.
Het is in twee delen gepubliceerd: Collision – De catastrofe en Collision – Engagement.
Haar begeleidster moedigde haar aan om haar levensverhaal op te schrijven, om mensen met autisme een stem te geven. Het boek werd Afwijkend en toch zo gewoon gedoopt en in 2008 gepubliceerd bij uitgeverij Aristos. Het boek gaat ook in op Mortons overgevoeligheid voor harde geluiden, niet begrepen worden, een band met iemand opbouwen en haar 'obsessie' voor bepaalde onderwerpen. Verder heeft ze twee thrillers over psychologische oorlogvoering geschreven getiteld Ziek van angst en De Duisternis voorbij.

## Lezingen
Sarah Morton geeft lezingen door het hele land waarin ze over haar ervaringen vertelt. Soms spreekt ze alleen, soms samen met anderen. Ze waarschuwt voor het plakken van labels op mensen en pleit voor meer aandacht voor mogelijkheden en oplossingen in plaats van het leggen van de nadruk op problemen en beperkingen. Ze wijst er op dat mensen niet te veel gehinderd dienen te worden door diagnoses maar een eerlijke kans verdienen op een zelfstandig en zinvol leven.

## Citaat
Leren ons eigen licht te zijn in de wereld.